# イリーナ・ハバロワ
イリーナ・ハバロワ（ロシア語: Ирина Сергеевна Хабарова、ローマ字: Irina Sergeyevna Khabarova、1966年3月18日 - ）は、ロシアの陸上競技選手。100m、200mを得意とする選手で、2004年アテネオリンピックの銀メダリストである。

## 経歴
ハバロワは、2000年シドニーオリンピックでは200mと4×100mリレーに出場。200mは二次予選で敗退。4×100mリレーは決勝に進出したものの43秒02で5位に終わっている。2年後の2002年のヨーロッパ選手権では4×100mリレーで銅メダルを獲得した。
ハバロワは、2004年、2度目のオリンピックとなったアテネオリンピックでは100mと4×100mリレーに出場。100mは、前回大会の200m同様に二次予選で敗退したが、4×100mリレーは、42秒27で、オルガ・フョードロワ、ユリア・タバコワ、ラリッサ・クルグロワとともに、ロシアの銀メダル獲得に貢献した。
2006年のヨーロッパ選手権では、個人種目の100mにおいて、11秒22で、ベルギーのキム・ゲバールト、ロシアのエカテリーナ・グリゴリエワに次いで銅メダルを獲得。4×100mリレーでも、42秒71で、イギリス以下をおさえて、金メダルを獲得した。

## 自己ベスト
- 100m - 11秒18 (2006年7月15日)
- 200m - 22秒34 (2004年7月31日)

## 主な実績
| 年   | 大会                   | 場所                       | 種目         | 結果      | 記録   |
| ---- | ---------------------- | -------------------------- | ------------ | --------- | ------ |
| 1999 | 世界陸上選手権         | セビリヤ(スペイン)         | 4×100mリレー | -（sf）   | DNF    |
| 2000 | オリンピック           | シドニー(オーストラリア)   | 200m         | 6位（qf） | 23秒27 |
| 2000 | オリンピック           | シドニー(オーストラリア)   | 4×100mリレー | 5位       | 43秒02 |
| 2001 | 世界陸上選手権         | エドモントン(カナダ)       | 200m         | 6位（sf） | 23秒43 |
| 2001 | 世界陸上選手権         | エドモントン(カナダ)       | 4×400mリレー | 7位       | 43秒58 |
| 2002 | ヨーロッパ陸上選手権   | ミュンヘン(ドイツ)         | 4×100mリレー | 3位       | 43秒11 |
| 2004 | オリンピック           | アテネ(ギリシャ)           | 100m         | 5位（qf） | 11秒32 |
| 2004 | オリンピック           | アテネ(ギリシャ)           | 4×100mリレー | 2位       | 42秒27 |
| 2005 | 世界陸上選手権         | ヘルシンキ(フィンランド)   | 200m         | 5位（sf） | 23秒26 |
| 2005 | 世界陸上選手権         | ヘルシンキ(フィンランド)   | 4×100mリレー | -（sf）   | DNF    |
| 2006 | ヨーロッパ陸上選手権   | イェーテボリ(スウェーデン) | 100m         | 3位       | 11秒22 |
| 2006 | ヨーロッパ陸上選手権   | イェーテボリ(スウェーデン) | 4×100mリレー | 1位       | 42秒71 |
| 2006 | IAAF陸上ワールドカップ | アテネ(ギリシャ)           | 4×100mリレー | 2位       | 42秒36 |
| 2007 | 世界陸上選手権         | 大阪(日本)                 | 100m         | 5位（qf） | 11秒38 |
| 2007 | 世界陸上選手権         | 大阪(日本)                 | 4×100mリレー | 2位（sf） | 42秒90 |

- sfは準決勝、qfは二次予選